# Torneo de la FUF 1924
El Torneo de la FUF de 1924 fue el segundo y último torneo organizado por la Federación Uruguaya de Football tras el cisma del fútbol uruguayo.
El torneo consistió en un campeonato a dos ruedas de todos contra todos. En él participaron 17 equipos, coronándose campeón el Club Atlético Peñarol.
Este fue el último torneo a completarse en esta federación, ya que debido al Laudo Serrato se suspendió el torneo iniciado al año siguiente. Después de la disolución de la Federación, algunos de los clubes de la FUF retornaron a la Asociación Uruguaya de Fútbol y otros tantos desaparecieron.

## Posiciones
| Puesto | Equipo             | Pts | PJ | PG | PE | PP | GF | GC | Dif |
| ------ | ------------------ | --- | -- | -- | -- | -- | -- | -- | --- |
| 1°     | Peñarol            | 56  | 32 | 25 | 6  | 1  | 80 | 14 | 66  |
| 2°     | Atlético Wanderers | 50  | 32 | 21 | 8  | 3  | 46 | 16 | 30  |
| 3°     | Lito Cuadrado      | 46  | 32 | 16 | 14 | 2  | 49 | 21 | 28  |
| 4°     | Olimpia            | 39  | 32 | 16 | 7  | 9  | 45 | 34 | 11  |
| 5°     | Defensor           | 35  | 32 | 12 | 11 | 9  | 50 | 42 | 12  |
| 6°     | Rosarino Central   | 35  | 32 | 12 | 11 | 9  | 37 | 34 | 13  |
| 7°     | Sud América        | 32  | 32 | 11 | 10 | 11 | 43 | 39 | 4   |
| 8°     | Central            | 30  | 32 | 12 | 6  | 14 | 39 | 40 | -1  |
| 9°     | Misiones           | 29  | 32 | 10 | 9  | 13 | 29 | 27 | 2   |
| 10°    | Peñarol del Plata  | 28  | 32 | 9  | 10 | 13 | 34 | 45 | -11 |
| 11°    | Solferino          | 27  | 32 | 9  | 9  | 14 | 34 | 48 | -14 |
| 12°    | Uruguayo           | 27  | 32 | 7  | 13 | 12 | 27 | 33 | 4   |
| 13°    | Las Piedras        | 25  | 32 | 9  | 7  | 16 | 28 | 41 | -13 |
| 14°    | Colón              | 23  | 32 | 7  | 9  | 16 | 28 | 48 | -20 |
| 15°    | Roberto Chery      | 21  | 32 | 6  | 9  | 17 | 25 | 47 | -22 |
| 16°    | Charley            | 21  | 32 | 5  | 11 | 16 | 27 | 59 | -32 |
| 17°    | Roland Moore       | 20  | 32 | 5  | 10 | 17 | 27 | 50 | -23 |

| Uruguay                                           |
| Campeón Torneo de la FUF 1924 Peñarol 1.er título |